# Busulfan
Busulfanul este un medicament chimioterapic din clasa agenților alchilanți, fiind un sulfonat de alchil. Este utilizat în tratamentul leucemiei mieloide cronice și pregătitor înaintea transplantului convențional de celule precursoare hematopoietice (împreună cu ciclofosfamida, fludarabina sau melfalanul). Căile de administrare disponibile sunt orală și injectabilă.